# Endo Keita
Endo Keita (遠藤渓太 Endo, Keita, sinh ngày 22 tháng 11 năm 1997 ở Asahi-ku, Yokohama) là một cầu thủ bóng đá người Nhật Bản thi đấu cho 1. FC Union Berlin

## Thống kê câu lạc bộ
Cập nhật đến ngày 7 tháng 10 năm 2020.
| Thành tích câu lạc bộ | Thành tích câu lạc bộ | Thành tích câu lạc bộ | Giải vô địch | Giải vô địch | Cúp                   | Cúp                   | Cúp Liên đoàn | Cúp Liên đoàn | Tổng cộng | Tổng cộng |
| Mùa giải              | Câu lạc bộ            | Giải vô địch          | Số trận      | Bàn thắng    | Số trận               | Bàn thắng             | Số trận       | Bàn thắng     | Số trận   | Bàn thắng |
| Nhật Bản              | Nhật Bản              | Nhật Bản              | Giải vô địch | Giải vô địch | Cúp Hoàng đế Nhật Bản | Cúp Hoàng đế Nhật Bản | J. League Cup | J. League Cup | Tổng cộng | Tổng cộng |
| --------------------- | --------------------- | --------------------- | ------------ | ------------ | --------------------- | --------------------- | ------------- | ------------- | --------- | --------- |
| 2016                  | Yokohama F. Marinos   | J1                    | 23           | 0            | 2                     | 0                     | 5             | 0             | 30        | 0         |
| 2017                  | Yokohama F. Marinos   | J1                    | 14           | 2            | 6                     | 1                     | 4             | 1             | 24        | 4         |
| 2018                  | Yokohama F. Marinos   | J1                    | 27           | 2            | 0                     | 0                     | 9             | 0             | 36        | 2         |
| 2019                  | Yokohama F. Marinos   | J1                    | 33           | 7            | 1                     | 0                     | 6             | 0             | 40        | 7         |
| 2020                  | Yokohama F. Marinos   | J1                    | 6            | 2            | 0                     | 0                     | 0             | 0             | 9         | 3         |
| Tổng cộng             | Tổng cộng             | J1                    | 103          | 12           | 6                     | 0                     | 24            | 1             | 136       | 14        |
| Union Berlin (mượn)   | 2020–21               | Bundesliga            | 4            | 1            | 0                     | 0                     | —             | —             | 4         | 1         |
| Tổng cộng sự nghiệp   | Tổng cộng sự nghiệp   | Tổng cộng sự nghiệp   | 107          | 13           | 6                     | 0                     | 24            | 1             | 140       | 15        |